# Tyko Sallinen

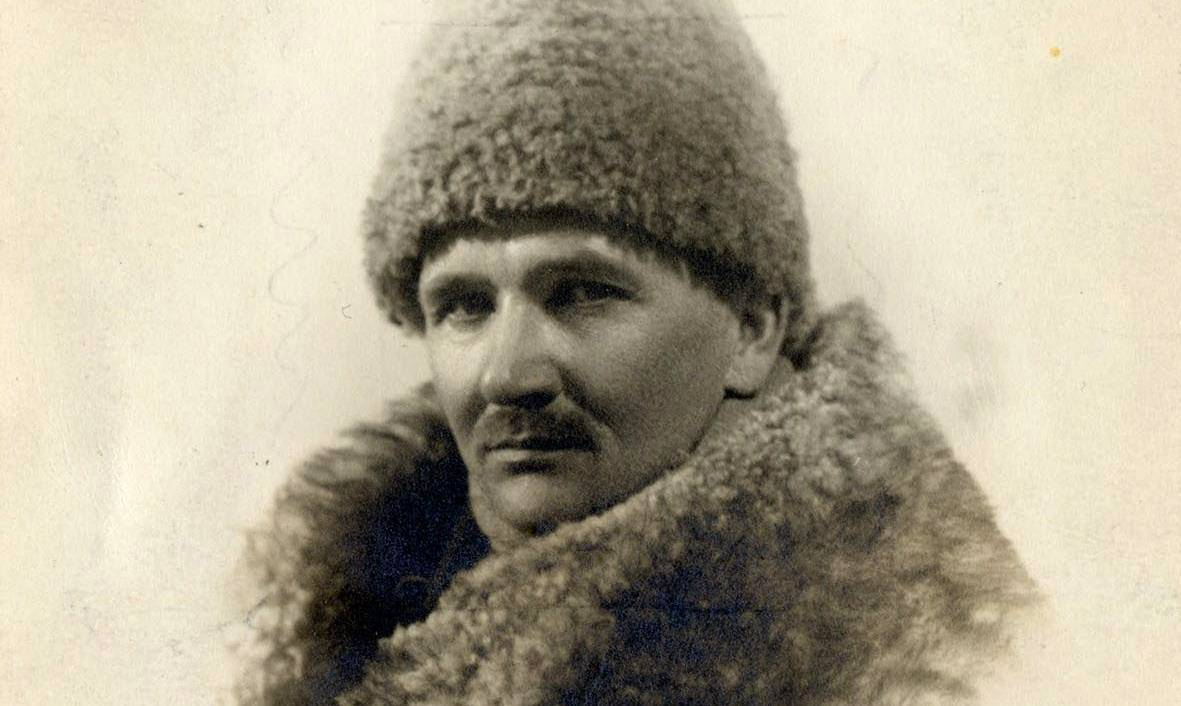
Tyko Sallinen, 1920er Jahre

Tyko Konstantin Sallinen (* 14. März 1879 in Nurmes; † 18. September 1955 in Helsinki) war ein finnischer Maler.

## Leben
Tyko Sallinen wurde als Sohn einer laestadianischen Familie im Norden Finnlands geboren. Sein Vater war Schneider. Die Familie war streng religiös und lehnte weltliche Genüsse und insbesondere auch Kunst ab. Tyko Sallinen lief mit 14 von zu Hause fort und lebte als Schneidergehilfe auf Wanderschaft. 1902 wurde er als Schüler der Zeichenschule des finnischen Künstlervereins in Helsinki angenommen. Er zeigte sich insbesondere am Kolorismus der Nachimpressionisten interessiert. 1909 konnte er ein Studium in Paris aufnehmen. Hier lernte er an der Académie Vitti und begeisterte er sich für den Fauvismus insbesondere von Georges Rouault und Kees van Dongen.
1911 schuf er das Bild Pyykkärit, das in Finnland eine stürmische Debatte auslöste und ihn zu einem umstrittenen Symbol der modernen Kunst in Finnland machte. Vor dem Hintergrund der heftigen Debatte trug er sich ernsthaft mit dem Gedanken, nach Amerika auszuwandern.
1937 wurde in der Nazi-Aktion „Entartete Kunst“ nachweislich aus der Kunsthalle Hamburg sein Tafelbild Prügelei beschlagnahmt und vernichtet.

## Werke (Auswahl)
- Pyykkärit, 1911, Öl auf Leinwand, 154 × 136 cm. Valtion taidemuseo/Ateneum[2]
- Pekkas Hilma, 1914
- Hihhulit, 1918